# Neugeborenendurchfall der Kälber und Lämmer
Die meisten Neugeborenendurchfälle bei Kälbern und Lämmern sind Mischinfektionen. Neben Colibakterien als Haupterreger sind Rotaviren, Coronaviren (Betacoronaviren) und Kryptosporidien die häufigsten Erreger dieses Krankheitskomplexes. Monoinfektionen mit Escherichia coli werden als Coliruhr oder Colidiarrhö bezeichnet. Die meisten Colibakterien gehören dabei zum ETEC-Typ.
Seltener sind die Erreger Salmonellen, Campylobacter, BVD-Viren oder andere darmpathogene Viren. Auch nichtinfektiöse Ursachen wie Fütterung und Hygienemängel sind zu berücksichtigen.

## Klinik
Beim Neugeborenendurchfall der Kälber handelt es sich um eine Erkrankung sehr junger Tiere. Die meisten erkranken in der 1. Lebenswoche, wenige noch in der 2. Die Inkubationszeit beträgt 24–48 Stunden. Dann treten wässrige, grau-gelbe Durchfälle auf.
Durch den Wasserverlust tritt bald Austrocknung auf, und bald Störungen des Herz-Kreislauf-Systems. Durch den Verlust von Elektrolyten, und vor allem Bikarbonat, das als basischer Puffer wirkt, kommt es oft auch zu einer Übersäuerung. Der akute Krankheitsverlauf beträgt 3–6 Tage. Während die meisten Durchfälle ohne Entzündungen der Dünndarmschleimhaut ablaufen, kommt es bei Infektion mit Rotaviren und Coronaviren zur Atrophie der Dünndarmzotten.

## Therapie und Prophylaxe
Am wichtigsten ist schnellstmöglicher Flüssigkeits- und Elektrolytersatz. Wenn die Kälber noch trinken, auf oralem Weg, als Zwischentränke zusätzlich zu den Milchmahlzeiten, wenn das Kalb nicht mehr trinkt, auf parenteralem Weg. Antibiotika sollen nur bei Fieber oder schweren Verläufen bzw. nachgewiesener Coliinfektion verabreicht werden.
Zur Prophylaxe spielt zuallererst eine ausreichende Hygiene und Kolostrumversorgung nach der Geburt eine Rolle. Nur dann hat auch die Muttertierschutzimpfung die entsprechende Wirkung.
Eine sinnvolle Ergänzung stellt mittlerweile auch die Gabe von Antikörpern aus Hühnereiern dar. Hühner werden mit für Kälber aber auch für andere Jungtiere entsprechenden Krankheitserregern (Antigenen) immunisiert und bilden dagegen Antikörper (Immunglobuline, IgY) aus. Die Konzentration und die Bindungsstärke der Immunglobuline im Ei sind besonders hoch. Die Jungtiere erhalten somit einen zusätzlichen Schutz während der beiden Immunitätslücken: Gleich nach der Geburt, wenn das Kolostrum noch nicht verabreicht wurde oder seine volle Wirkung noch nicht entfaltet hat und ca. 25–50 Tage nach der Geburt, wenn die Wirkung des Kolostrums stark abgenommen hat, die eigene, aktive Immunität noch nicht vollständig aufgebaut ist.
Diese Therapie wurde früher schon von den Landwirten praktiziert, als man Kühe, Schweine, Hühner noch unter einem Dach hielt. Die Hühner kamen mit allen im Stall vorkommenden Erregern in Kontakt („Mistkratzer“), bildeten dagegen Antikörper aus ohne notwendigerweise selbst zu erkranken. Die Eier dieser Hühner verfütterte der Landwirt von früher oft an kranke oder kümmernde Tiere als „Immunitätshilfe“.